# Казе Марколин (Виченца)
Казе Марколин је насеље у Италији у округу Виченца, региону Венето.
Према процени из 2011. у насељу је живело 310 становника. Насеље се налази на надморској висини од 22 м.